# Lantic
Lantic är en kommun i departementet Côtes-d'Armor i regionen Bretagne i nordvästra Frankrike. Kommunen ligger i kantonen Étables-sur-Mer som tillhör arrondissementet Saint-Brieuc. År 2022 hade Lantic 1 799 invånare.

## Befolkningsutveckling
Antalet invånare i kommunen Lantic
Referens:INSEE